# Parasyscia ganeshaiahi
Parasyscia ganeshaiahi (лат.) — вид муравьёв рода Parasyscia из подсемейства Dorylinae. Индия и Китай. Назван в честь эколога профессора K. N. Ganeshaiah (Индия).

## Распространение
Встречаются в Южной Азии: Индия и Китай (Hainan, Guangxi).

## Описание
Мелкие муравьи от желтовато-коричневого цвета (ноги и усики светлее; длина около 4 мм). От близких видов отличается следующими признаками: одноцветный вид, все тело желто-коричневое; голова заметно длиннее своей ширины, боковые края сближены вперед и назад, с прямым задним краем и угловатыми заднебоковыми углами. Глаза редуцированы, их максимальный диаметр меньше базального членика жгутика, омматидиальный край размыт. Петиоль при осмотре сбоку трапециевидный, с крутыми передним и задним краями. Голова, верх мезосомы и петиоль с глубокими и грубыми точками; верх первого сегмента брюшка глубоко ямчато-сетчатый. Усики 11-члениковые. Головной индекс рабочих (CI, соотношение ширины головы к длине × 100): 77—80. Длина головы рабочих 0,60—0,65 мм, длина скапуса 0,25—0,30 мм, ширина головы 0,45—0,51 мм. Индекс скапуса рабочих (SI, соотношение длины скапуса к длине головы × 100): 50—67. Предположительно, как и другие виды рода, мирмекофаги.
Вид был впервые описан в 2021 году индусскими энтомологами: Punnath Aswaj с коллегами, а его валидный статус подтверждён в 2022 году. Назван в честь эколога профессора K. N. Ganeshaiah (Insect Taxonomy and Conservation Laboratory, Ashoka Trust for Research in Ecology and the Environment, Srirampura, Бангалор, Карнатака, Индия). P. ganeshaiahi sp. nov. очень близок к индо-малайскому виду P. wighti, но может быть легко отличим от последнего по 11-сегментным антеннам, прямоугольному субпетиолярному отростку, закругленному антеровентральному и тупоугольному задне-вентральному углам, желто-коричневому телу.